# Jan Cieplak
Jan Feliks Cieplak, né le 17 août 1857 à Dąbrowa Górnicza dans le royaume du Congrès (Pologne actuelle) et mort le 17 février 1926 à Passaic aux États-Unis, est un évêque catholique polonais qui fut archevêque de l'Archidiocèse de Moguilev avec résidence à Petrograd et métropolite des catholiques de la Russie bolchévique. Il est serviteur de Dieu.

## Biographie

### Avant la révolution
Jan Cieplak naît dans une famille de la petite noblesse polonaise ruinée. Il poursuit ses études au lycée de Kielce, puis au séminaire de Kielce et enfin à l'académie impériale de théologie de Saint-Pétersbourg dans les années 1880, dont il est maître de théologie en 1882. Il est ordonné le 24 juin 1880. Il devient ensuite professeur à l'académie impériale de théologie. Les dimanches et jours de fête, il célèbre la messe à la chapelle de l'Immaculée-Conception de l'orphelinat des Sœurs franciscaines. Il est nommé chanoine en 1900 et ensuite chapelain de la maison des Sœurs de la congrégation du Bon Pasteur. Il obtient son doctorat de théologie en 1901 pour sa thèse De momento, quo transsubstantiatio in Augustissimo Missae Sacrificio peragitur.
En 1908, il est nommé évêque auxiliaire de Moguilev avec résidence à Saint-Pétersbourg, la capitale impériale, et évêque in partibus d'Eurœa-en-Phénicie (de). Il est à ce titre sous la surveillance de la police secrète qui craignait le nationalisme polonais. Il fait une tournée de confirmations à l'été 1909 dans les paroisses de Sibérie et d'Extrême-Orient russe. Sa visite de confirmations de Minsk en 1910 est interrompue par les autorités sous prétexte qu'il ne demande pas à prier pour la famille impériale et en conséquence il est suspendu de sa fonction de directeur spirituel de l'académie de théologie. Sa nomination de recteur est refusée par deux fois. Sa tournée de 1911 s'effectue en Russie centrale. En 1914, il prend la direction de l'école paroissiale de filles de la paroisse Saint-Stanislas et participe au congrès eucharistique de Lourdes.
Mgr Cieplak est nommé, le 6 août 1914, administrateur apostolique de Moguilev et prend une part active aux œuvres de charité pendant ces années de la Première Guerre mondiale. L'Empire s'effondre en février 1917. Il prend ensuite la succession de Mgr Eduard von der Ropp, lorsque celui-ci est exilé après la révolution d'Octobre.

### Archevêque
Mgr Cieplak est nommé archevêque titulaire d'Achrida (de), le 29 mars 1919 par Pie XI, avec pour mission de réorganiser l'Église catholique dans les tourments de la guerre civile en Russie bolchévique. Il proteste contre la nationalisation des églises et de la mise sur pied de comités pour les gérer. Il est victime d'interrogatoires de la part de la tchéka et arrêté deux fois, mais relâché grâce aux protestations des fidèles de Petrograd. Il s'efforce à cette époque de transférer les reliques de saint André Bobola hors du pays vers Rome afin de les soustraire à une éventuelle destruction de la part des bolchéviques.
Après l'attaque cérébrale de Lénine en 1922, le chef du parti communiste de Petrograd, Zinoviev, décide de porter un coup définitif aux confessions chrétiennes de la région et organise avec le soutien du Politburo un procès truqué spectaculaire contre les catholiques. Il doit être mené par Krylenko commissaire adjoint de la justice.

### Procès
C'est au printemps 1923 que Mgr Cieplak, son vicaire général, Mgr Budkiewicz, l'exarque gréco-catholique uniate, Mgr Féodoroff, quatorze prêtres diocésains (dont Antoni Malecki) et un laïc catholique, sont arrêtés et transférés à Moscou pour un procès qui a pour but d'impressionner l'opinion publique. Des journalistes de la presse étrangère sont invités.
L'accusation porte sur l'Église catholique qui « a toujours exploité les travailleurs » et la peine de mort est demandée pour Mgr Cieplak, sans craindre sa « duplicité jésuite » selon les mots de l'accusation ni « aucun pape du Vatican ». Le procureur Nikolaï Krylenko s'exclame ensuite en un long accès de fureur qu'« il crache sur toutes les religions » et qu'il doit mourir selon la loi soviétique.
Jan Cieplak et Constantin Budkiewicz sont condamnés à la peine de mort et les autres sont déportés en camp de travail. Des manifestations ont lieu aux États-Unis et en Europe pour tenter de sauver les condamnés et des missives diplomatiques sont envoyées. Les diplomates accrédités à Moscou de Pologne, d'Italie, de Grande-Bretagne et de Tchécoslovaquie en appellent à l'humanité et la Pologne offre d'échanger des prisonniers, après la récente guerre entre les deux pays.
Finalement la peine de Mgr Cieplak  est commuée en dix ans de prison et une campagne de presse menée entre autres par la Pravda se déchaîne contre les ecclésiastiques oppresseurs du peuple. Le pape Pie XI prie publiquement le jour de Pâques pour Mgr Budkiewicz dont la peine n'est pas commuée. Des télégrammes s'échangent entre missions diplomatiques. Les autorités soviétiques estiment qu'il ne peut y avoir d'interférence de puissances étrangères et que la justice du peuple est souveraine. La presse soviétique rivalise d'injures contre le catholicisme. On apprend finalement le 4 avril que Mgr Budkiewicz a déjà été fusillé dans la nuit précédant Pâques, le samedi saint 31 mars à onze heures et demie du soir, dans un escalier de la Loubianka.

### Dernières années
Mgr Cieplak est relâché sous la pression internationale et expulsé en Pologne en 1924. Il part ensuite pour Rome où il se rend en audience auprès du pape et s'embarque pour les États-Unis à l'invitation des évêques. Il se rend auprès de la communauté polonaise de Chicago à la paroisse Saint-Hyacinthe, puis s'établit à Passaic dans le New Jersey, en 1925. Il y meurt d'une pneumonie quelques mois plus tard. Il est enterré à la cathédrale de Wilno (alors en Pologne) en présence du président de la République Stanisław Wojciechowski.
Son procès de béatification a été ouvert en 1952.

## Source
- (en) Cet article est partiellement ou en totalité issu de l’article de Wikipédia en anglais intitulé « Jan Cieplak » (voir la liste des auteurs).